# Philetus schizophorus
Philetus schizophorus är en tvåvingeart som beskrevs av Axel Leonard Melander 1927. Philetus schizophorus ingår i släktet Philetus och familjen dansflugor.
Artens utbredningsområde är Washington. Inga underarter finns listade i Catalogue of Life.